# 瓦夏
瓦夏（義大利語：Vasia），是意大利因佩里亚省的一个市镇。总面积10.75平方公里，人口437人，人口密度40.7人/平方公里（2009年）。ISTAT代码为008064。